# Галерија грбова Арцаха
Галерија грбова Нагорно-Карабаха обухвата актуелни Грб Нагорно-Карабаха и грбове градова Нагорно-Карабаха.

## Актуелни Грб Нагорно-Карабаха
- Грб Нагорно-Карабаха

## Грбови градова Нагорно-Карабаха
- Грб Карвачара
- Грб  Шушаа
- Грб Степанакерта
- Грб Зангелана
- Грб Кубадлиа